# Alfio Cascioli
Alfio Cascioli (Jesi, 25 luglio 1937) è uno psicoterapeuta italiano.

## Biografia
Laureatosi prima in economia all'Università di Bologna e poi in sociologia con indirizzo psicologico presso l'Università di Trento, ha insegnato all'università Sapienza di Roma e in seguitoalla Luiss Business School di Roma. È presidente della Scuola Romana di Psicologia del lavoro e dell'Organizzazione e ne dirige il Corso di specializzazione post laurea in "Esperto di sviluppo delle risorse umane", presso la Pontificia Università Gregoriana in Roma.
Oltre che svolgere attività professionale di psicologo e psicoterapeuta, si dedica soprattutto alla consulenza aziendale. Ha approfondito il campo della motivazione personale.

## Opere pubblicate
Oltre a numerosi articoli apparsi su riviste di settore come Psicologia e lavoro, Sociologia del lavoro o Studi organizzativi, ha pubblicato vari saggi, soprattutto con l'editrice FrancoAngeli, fra cui:
- 1976 - Lavoratori, sindacato, impresa. Nuovi modelli di organizzazione, Milano, FrancoAngeli.
- 1977 - Assenteismo e alienazione (con interventi di Sergio Garavini e Walter Olivieri), Milano, FrancoAngeli. ISBN 88-204-0976-3. 2ª ed. aggiornata 1979.
- 1979 - Contro l'alienazione dell'impiegato. Proposte ed esperienze di riorganizzazione del lavoro d'ufficio (con interventi di Paolo Annibaldi e Giorgio Benvenuto), Milano, FrancoAngeli. ISBN 88-204-1687-5. 2ª ed. 1980.
- 1981 - Shiftwork in the Chemical Industry. Case Studies of Innovations in Italy (con Luigi Saba), Dublino, European Foundation for the Improvement of Living and Working Conditions. Su cui si basa il testo italiano Lavoro a turni e qualità della vita. Indagine in due stabilimenti chimici sulle conseguenze dei turni sulla vita dei lavoratori (con Luigi Saba e Pierluigi Bernardini), Milano, FrancoAngeli. ISBN 88-204-1943-2.
- 1981 - Lavorare diversamente. Organizzazione del lavoro per gruppi omogenei, Milano, FrancoAngeli. ISBN 88-204-2068-6.
- 1982 - I contratti di formazione-lavoro. Un'analisi dell'esperienza italiana (con Gianni Arrigo, Sergio Bruno e altri), Milano, FrancoAngeli.
- 1983 - "Le Psychologue du travail et les nouvelles formes d'organisation du travail", in Psychologie du travail. Perspective 1990, Parigi, EAP.
- 1984 - The Role of the Interested Parties in Planning and Finalising New Forms of Work Organization (con altri), Dublino, European Foundation for the Improvement of Living and Working Conditions.
- 1985 - "Le motivazioni al lavoro" e "Le condizioni tecniche e organizzative", capitoli 4 e 5 in Fabio Oberdan Buratto, Domenico De Masi, Gustavo De Santis e altri, Il lavoratore post-industriale. La condizione e l'azione dei lavoratori nell'industria italiana, Milano, FrancoAngeli.
- 1987 - Innovazione e regolazione nell'impresa. I mutamenti tecnologici e organizzativi e il loro impatto sulla qualità del lavoro e le relazioni industriali (con Maurizio Ambrosini, Gianni Arrigo e altri), Milano, FrancoAngeli. ISBN 88-204-4612-X.
- 1988 - I laureati e l'impresa (con altri), Milano, FrancoAngeli.
- 1990 - Professione laureato. I giovani nella grande impresa tra integrazione e mercato (con Maurizio Ambrosini, Vincenzo Cesareo, Luigi Saba e altri), Milano, FrancoAngeli. ISBN 88-204-3659-0.
- 2008 - Percorso magico. Trova te stesso e migliora la qualità della tua vita, Milano, FrancoAngeli. ISBN 9788846495242.
- 2010 - In viaggio con il Pellegrino. Per camminare leggeri nella società pesante, Milano, FrancoAngeli.
- 2012 - Omaggio alla fragilità. Milano, Francoangeli